# Penstemon goodrichii
Espèce
Penstemon goodrichii  est une espèce de plantes de la famille des Plantaginacées, originaire d'Amérique du Nord. Elle est connue sous le nom de       Goodrich’s Beardtongue ou Lapoint Beardtongue en anglais.

## Description
Cette espèce est pérenne, native de l’Utah, qui peut atteindre 15cm de haut. Les fleurs sont généralement de couleur bleu.